# アルシャー右旗バダンジリン空港
アルシャー右旗バダンジリン空港（中国語：阿拉善右旗巴丹吉林机场）は、中華人民共和国内モンゴル自治区アルシャー盟アルシャー右旗バダンジリン鎮にある空港。アルシャー盟にある3つのコミューター空港の中の1つで、2013年12月17日に開港した。

## 概要
エジン旗桃来空港、アルシャー左旗バヤンホト空港と併せてアルシャー盟にある3つのコミューター空港の一つとして、27万平方キロと言う広大なゴビ砂漠での移動を支えている。
2011年に国務院と中央軍事委員会がアルシャー右旗におけるコミューター空港の建設を承認。建設は2012年8月に開始、総工費3.9億元で、他の2つの空港とともに2013年12月17日に開港した。50席の西安MA60に適した3C級空港として開港。桃来空港が2020年までには年間8万人、バヤンホト空港が年間25万人に対応するのに対し、バダンジリン空港はその中でも最小で年間4.5万人の乗降客に対応する計画として設定された。
2012年現在、空港ターミナルビルは約1,000平方メートルの面積で、搭乗ゲートは2機分。2019年の乗降客は13,508人だった。

## 航空会社と就航先
- 幸福航空（JR）： バヤンホト